# سانجود
سانجود هي قرية في مقاطعة شاهين دج، إيران. يقدر عدد سكانها بـ 316 نسمة بحسب إحصاء 2016.